# Dilleniaceae
Famille
Classification APG III (2009)
Les Dilleniaceae sont une famille de plantes dicotylédones qui comprend 400 espèces réparties en 10 à 11 genres.
Ce sont des arbres, des arbustes, des lianes et quelques plantes herbacées, certains adaptés aux zones arides, des régions tempérées-chaudes, subtropicales et tropicales.

## Étymologie
Le nom vient du genre-type Dillenia nommé par Linné en hommage au botaniste britannique d'origine allemande Johann Jacob Dillenius (1684–1747), qui accueillit Linné à Oxford en 1736.

## Classification
En classification phylogénétique APG II (2003) cette famille était directement rattachée au noyau des Dicotylédones vraies.
Le Angiosperm Phylogeny Website les situe dans l'ordre des Dilleniales.
En classification phylogénétique APG III (2009) cette famille est toujours rattachée au noyau des Dicotylédones vraies.
En classification phylogénétique APG IV (2016) l'ordre des Dilleniales est de nouveau admis.

## Liste des genres
Selon NCBI (17 janvier 2017) :
- Acrotrema
- Curatella
- Davilla
- Dillenia
- Doliocarpus
- Hibbertia
- Neodillenia
- Pachynema
- Pinzona
- Schumacheria
- Tetracera

Selon Angiosperm Phylogeny Website (17 janvier 2017) :
- Acrotrema Jack
- Curatella Loefl.
- Davilla Vand.
- Didesmandra Stapf
- Dillenia L.
- Doliocarpus Rol.
- Hibbertia Andrews
- Neodillenia Aymard
- Pachynema R.Br. ex DC.
- Pinzona Mart. & Zucc.
- Schumacheria Vahl
- Tetracera L.

DELTA Angio (17 janvier 2017)
- Acrotrema Jack
- Curatella Loefl.
- Davilla Vand.
- Didesmandra Stapf
- Dillenia L.
- Doliocarpus Rol.
- Hibbertia Andrews
- Neodillenia Aymard
- Pachynema R.Br. ex DC.
- Pinzona Mart. & Zucc.
- Schumacheria Vahl
- Tetracera L.

Selon ITIS (17 janvier 2017) :
- Dillenia  L.
- Doliocarpus  Roland.
- Pinzona  Mart. & Zucc.

## Liste des espèces
Selon NCBI (27 avr. 2010) :
- genre Acrotrema
  - Acrotrema costatum
- genre Curatella
  - Curatella americana
- genre Davilla
  - Davilla elliptica
  - Davilla flexuosa
  - Davilla kunthii
  - Davilla cf. kunthii Zartman s.n.
  - Davilla lacunosa
  - Davilla nitida
- genre Dillenia
  - Dillenia alata
  - Dillenia hookeri
  - Dillenia indica
  - Dillenia parkinsonii
  - Dillenia philippinensis
  - Dillenia retusa
  - Dillenia suffruticosa
  - Dillenia triquetra
  - Dillenia turbinata
  - Dillenia sp. 8417
- genre Doliocarpus
  - Doliocarpus elegans
  - Doliocarpus major
  - Doliocarpus multiflorus
  - Doliocarpus subandinus
  - Doliocarpus validus
- genre Hibbertia
  - Hibbertia amplexicaulis
  - Hibbertia aspera
  - Hibbertia banksii
  - Hibbertia baudouinii
  - Hibbertia bracteata
  - Hibbertia commutata
  - Hibbertia conspicua
  - Hibbertia cuneiformis
  - Hibbertia dentata
  - Hibbertia dilatata
  - Hibbertia drummondii
  - Hibbertia echiifolia
  - Hibbertia empetrifolia
  - Hibbertia exasperata
  - Hibbertia fasciculata
  - Hibbertia goyderi
  - Hibbertia hamulosa
  - Hibbertia hermanniifolia
  - Hibbertia hypericoides
  - Hibbertia juncea
  - Hibbertia microphylla
  - Hibbertia salicifolia
  - Hibbertia saligna
  - Hibbertia scandens
  - Hibbertia sphenandra
  - Hibbertia vestita
  - Hibbertia volubilis
- genre Pachynema
  - Pachynema junceum
  - Pachynema sphenandrum
- genre Pinzona
  - Pinzona coriacea
- genre Schumacheria
  - Schumacheria alnifolia
  - Schumacheria sp. Chase 308
  - Schumacheria sp. SH1999
- genre Tetracera
  - Tetracera asiatica
  - Tetracera billardierei
  - Tetracera empedoclea
  - Tetracera masuiana
  - Tetracera nordtiana
  - Tetracera oblongata
  - Tetracera parviflora
  - Tetracera portobellensis
  - Tetracera scandens
  - Tetracera volubilis